# 侍卫长
侍卫长，官職名，多半為高階軍官或警官擔任，負責領導所有侍衛，以保衛國家元首、重要機關或人物。常有其他作用，如接待外賓、開會時維護秩序，管理機構庶務。如英國的下議院侍衛長、中華民國的總統府侍衛長。